# Литвиненко, Тихон Петрович
Ти́хон Петро́вич Литвине́нко (1913—1944) — участник Великой Отечественной войны, командир отделения 7 роты, 3-го батальона, 545-го стрелкового полка, 389-й Бердичевской стрелковой дивизии, (3-я гвардейская армия, 1-й Украинский фронт). Герой Советского Союза, старший сержант.

## Биография
Тихон Петрович Литвиненко родился в 1913 году в селе Белово Ребрихинского района Алтайского края в семье крестьянина. Украинец. Член КПСС с 1943 года.
Окончил 8 классов в родном селе и учительские курсы в Барнауле, затем 10 лет работал учителем и заведующим школой в селе Каменка и селе Белово, Ребрихинского района. В РККА с 1939 года, а в действующей армии с февраля 1944 года.
29 июля 1944 года первой лодкой, под ураганным пулемётным, миномётным и артиллерийским огнём противника начал переправляться через реку Висла. Разбитая осколками вражеской мины лодка начала тонуть на середине реки. С полной боевой выкладкой Т. П. Литвиненко переплыл реку и, быстро окопавшись на западном берегу, начал прикрывать огнём своего автомата переправляющиеся подразделения. С подоспевшими товарищами завоевал плацдарм и обеспечил переправу 3-му батальону 545-го стрелкового полка 389-й стрелковой дивизии.
Огнём противника многие бойцы и офицеры были выведены из строя, в группе, где был Литвиненко, осталось всего 11 человек. За двое суток Тихон Петрович Литвиненко вместе с бойцами отбил 9 контратак противника и каждый раз противник отступал, понеся большие потери. После израсходования боеприпасов старший сержант Литвиненко заменил свой автомат отбитым у врага и продолжал отбивать контратаки. Плацдарм на западном берегу реки был удержан, чем обеспечена переправа остальным подразделениям 545-го стрелкового полка.
Тихон Петрович Литвиненко погиб в бою 2 августа 1944 года. Звание Героя Советского Союза присвоено посмертно 23 сентября 1944 года. Похоронен в селе Виняры, Сандомирский повят Свентокшиского воеводства (Польша).

## Награды
- Медаль «Золотая Звезда» Героя Советского Союза (указ Президиума Верховного Совета СССР от 23.09.1944 года);
- орден Ленина (указ Президиума Верховного Совета СССР от 23.09.1944 года).